# Teoria dell'ottimalità
La Teoria dell'ottimalità (abbreviata frequentemente OT, dall'inglese Optimality Theory) è un modello linguistico secondo il quale le forme osservate nel linguaggio emergono dall'interazione di vincoli (constraints) in competizione. L'OT differisce da altri approcci di analisi fonologica, come la fonologia lineare e quella autosegmentale, le quali fanno uso tipicamente di regole e non di vincoli. Secondo l'OT, le grammatiche sono concepite come sistemi che mappano input linguistici ai propri output. In genere, gli input sono considerati come rappresentazioni soggiacenti e gli output come le loro realizzazioni.

## Teoria
La teoria è formulata attorno a tre componenti di base:
1. GEN, il quale da uno specifico input genera una lista di possibili output, chiamati "candidati";
2. CON, che fornisce i criteri (sotto forma di vincoli violabili gerarchicamente ordinati) usati per decidere quale tra i candidati è il migliore (secondo i vincoli), ossia il candidato "ottimale";
3. EVAL, il quale sceglie il candidato ottimale, il quale diventa l'output.